# Ліва Аль-Кудс
Ліва Аль-Кудс (араб. لواء القدس) — палестино-сирійське угруповання, сформоване в 2013 році інженером Мохаммедом аль-Саїдом в провінції Алеппо. На початку 2015 року група втратила 200 бійців убитими, більше 400 отримали поранення.